# 라마나타푸람구

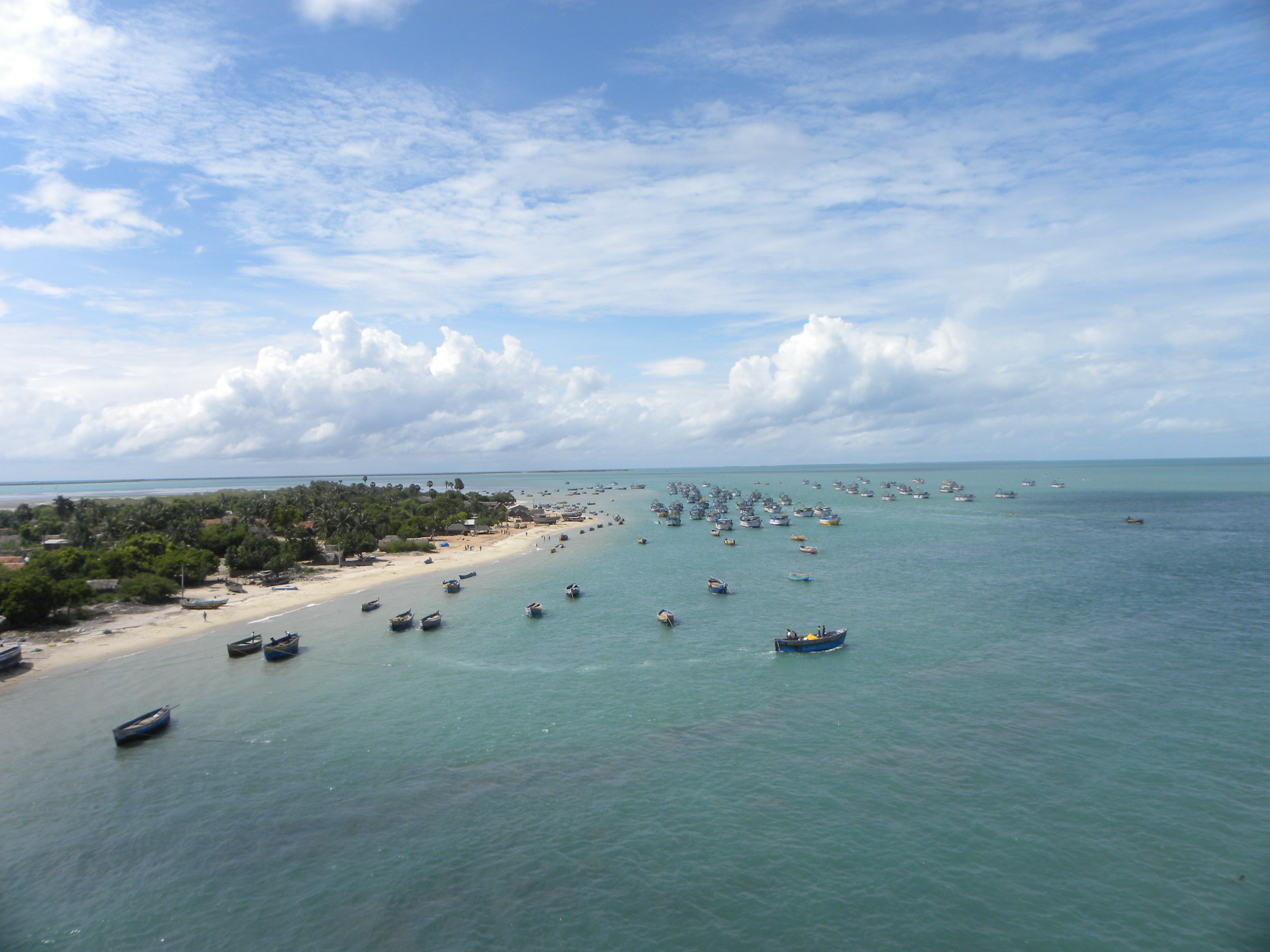
인도 타밀나두주의 팜반대교에서 바라본 팜반섬의 항공 모습

라마나타푸람구(힌디어: रामनाथपुरम जिला, 타밀어: இராமநாதபுரம் மாவட்டம்)는 람나드구라고도 불리며, 인도 남부에 위치한 타밀나두주의 행정 구역(인도의 구)으로, 라마나타푸람의 주도이며 인구는 81,810명(2002년 기준)이다. 옛 라마나타푸람구는 오늘날의 비루두나가르구와 시바강가구로 구성되어 있으며, 서고츠산맥과 접하며 케랄라주와 접하며 동쪽은 벵골만과 접해 있다. 그 당시 가장 큰 지역이었다. 라마나타푸람 마을은 지역 본부이다. 라마나타푸람구의 면적은 4,123km2이다. 북쪽으로는 시바강가구, 북동쪽으로는 푸두코타이구, 동쪽으로는 팔크 해협, 남쪽으로는 만나르만, 서쪽으로는 투투쿠디구, 북서쪽으로는 비루두나가르구와 경계를 접하고 있다. 이 지역은 낮은 섬과 얕은 암초로 이루어진 동서 사슬인 팜반대교를 포함하고 있으며 인도와 스리랑카 섬 국가 사이에 뻗어 있고, 포크 해협과 만나르만을 분리한다. 포크 해협은 얕은 흘수선으로만 항해할 수 있다. 2011년 기준으로 라마나타푸람구의 인구는 1,353,445명이고, 남성 1,000명당 여성 983명이다. 이 지역은 라메스와람 순례의 중심지이다.

## 인구 통계
2011년 인구 조사에 따르면 라마나타푸람구의 인구는 1,353,445명이며, 남성 1,000명당 여성 983명으로 전국 평균인 929명을 훨씬 웃돌았다. 총 140,644명이 6세 미만이었고, 71,705명의 남성과 68,939명의 여성을 구성했다. 지정 카스트와 지정 부족은 각각 인구의 18.4%, 0.08%를 차지했다. 이 지역의 평균 식자율은 72.33%로 전국 평균 72.99%에 비해 낮다. 그 지역은 총 323,905가구가 있었다. 농경인 14만9959명, 농업주요노동자 10만3592명, 가계산업주요노동자 1만8546명, 기타노동자 21만4053명, 한계노동자 11만6827명, 한계경작자 2만3808명, 한계농업노동자 5만282명, 가정산업주요노동자 6682명, 기타 한계노동자 36만5055명 등 총 60만297명이었다.

## 경제
34%의 점유율로, 파라마쿠디는 타밀나두주에서 최고의 고추 생산자이다.